# 赤田隆
赤田 隆（あかだ たかし、文明12年（1480年） - 弘治元年（1555年）11月19日）は、室町時代後期の武将である。

## 人物
嵯峨源氏渡辺氏流近江赤田氏の当主であり、八町城初代城主。父は赤田輝。永正年間（1504年 - 1521年）に家臣を引き連れ、曾我の地を去り、伊藤氏・夏原氏ら二氏を引き連れ現在の滋賀県犬上郡豊郷町の八町へ移ったとされる。
永正9年（1512年）には将軍・足利義尹(のち義稙)の命により近江佐々木氏征討として森可成の曾祖父・森可房や鯰江高昌、朽木一党らが近江赤田城を夜討ちを行っている。
また、隆は領内の水利をはかり、橋を架け、道を開くなど善政を敷いた人物として知られており、領民からは父のように敬い親しまれていたという。
晩年は戦乱の世を嘆き、61歳のとき常禅寺を建て、嫡子赤田興に家督を譲った後出家した。禅三昧の生活に入り弘治元年（1555年）に、76歳で逝去した。